# Nella vecchia fattoria/La lampada di Aladino
 Nella vecchia fattoria/La lampada di Aladino è un singolo del Quartetto Cetra, pubblicato dalla Cetra nel 1949.

## Descrizione
Nella vecchia fattoria è una cover di una vecchia canzone tradizionale, una filastrocca americana. Il brano era stato inserito nella raccolta di canzoni dell'epoca della prima guerra mondiale di F. Thettleetham, con il titolo "Ohio".
Il Quartetto Cetra recuperò il brano che venne firmato per il testo in italiano da Tata Giacobetti e per la musica da Gorni Kramer e Virgilio Savona, e nell'etichetta non è menzionata la canzone originale.

## Caratteristiche
Il pezzo è caratterizzato da una linea melodica semplice e lineare. La struttura del brano è simile a quella di molti canti popolari e filastrocche, con una serie di strofe accompagnate, che durante la loro enunciazione riprendono parte delle strofe precedenti, diventando sempre più lunghe e spesso difficili da ricordare. 
Ciascuna strofa parte con due versi introduttivi che pur cambiando di volta in volta, si concludono sempre con ia-ia-o. Il terzo verso introduce un nuovo animale, dopodiché la canzone elenca tutti gli animali già elencati in precedenza, accompagnando al nome di ciascun animale dei suoni onomatopeici che ne riproducono i versi.
La lampada di Aladino è invece un brano di Giacobetti, Kramer e Savona; quest'ultimo dirige l'orchestra in entrambi i brani.
Il disco del Quartetto ebbe un successo internazionale.

## Citazioni
La canzone Menti brulicanti, sigla della trasmissione televisiva di Antonio Ricci di Canale 5 Striscia la notizia del periodo 2004-2005 interpretata dal Gabibbo, fa una storpiatura varie volte del brano del Quartetto Cetra dicendo ia-ia-io.
La band italiana Elio e le Storie Tese ha prodotto una rilettura demenziale del brano intitolata Nella vecchia azienda agricola, e contenuta nell'album Elio Samaga Hukapan Kariyana Turu.

## Tracce
Lato A
1. Nella vecchia fattoria – 3:31 (testo: Tata Giacobetti – musica: Gorni Kramer e Virgilio Savona)

Lato B
1. La lampada di Aladino – 3:37 (testo: Tata Giacobetti – musica: Gorni Kramer e Virgilio Savona)